# Polytrichastrum emodi
Polytrichastrum emodi là một loài rêu trong họ Polytrichaceae. Loài này được G.L. Sm. mô tả khoa học đầu tiên năm 1974.